# USA Weekend
USA Weekend était un hebdomadaire national américain fondé en 1953, publié par Gannett Corporation et diffusé jusqu'en 2014. Étant considéré comme la publication sœur de USA Today, USA Weekend était, en 2014, le deuxième supplément le plus diffusé aux États-Unis, derrière Parade Magazine.

## Rubriques
- CookSmart : une rubrique culinaire écrite par Ellie Krieger (en)
- EatSmart : une rubrique gastronomique par Jean Carper (en), donnant des conseils et proposant des recettes saines
- HealthSmart : une rubrique d'information sur la santé rédigée par les présentateurs de The Doctors
- MoneySmart : une rubrique de conseils financiers écrite par Sharon Epperson (en) et Walecia Konrad
- Who's News : une rubrique rédigée par Lorrie Lynch (en), qui se concentre sur les personnalités qui ont marqué la semaine passée
- Wit&Wisdom : une rubrique humoristique écrite par Terry Stickels (en)

D'autres journalistes notables ont contribué à la rédaction de l'hebdomadaire :
- Ken Burns
- Steven V. Roberts (en)
- Cokie Roberts
- Tavis Smiley (en)

## Identité visuelle (logo)

Logo jusqu'à septembre 2012.
Logo de septembre 2012 à décembre 2014.